# Магнітне число Рейнольдса
Магні́тне число́ Рейнольдса ({\displaystyle \mathrm {Rm} }) — характеристичне число та один з критеріїв подібності магнітній гідродинаміці, що характеризує взаємодію електропровідних рухомих рідин та газів (плазми) з магнітним полем. Назване на честь фізика Озборна Рейнольдса (1842–1912).
Воно визначається так:
{\displaystyle \operatorname {Rm} \,={\frac {vl}{\left({\frac {1}{\mu \sigma }}\right)}}=v\mu \sigma l},
де
{\displaystyle \sigma } — електрична провідність;
{\displaystyle \mu \,} — магнітна проникність;
{\displaystyle l\,} — характеристична довжина;
{\displaystyle v\,} — характеристична швидкість.
Аналогія цього критерію з числом Рейнольдса виникає, коли ввести поняття коефіцієнта магнітної в'язкості:
{\displaystyle \eta _{m}\,={\frac {\rho }{\mu \,\sigma }}}.
Тоді магнітне число Рейнольдса можна записати як і звичайне число Рейнольдса:
{\displaystyle Rm={\frac {\rho lv}{\eta _{m}}}}.
За величиною магнітного числа Рейнольдса усі процеси в магнітній гідродинаміці поділяються на два класи:
- {\displaystyle Rm\,\leqslant 1} (тобто з малою провідністю) — низькотемпературна плазма;
- {\displaystyle Rm\,\gg 1} (тобто з великою провідністю чи великими розмірами) — астрофізичні об'єкти, високотемпературна плазма.